# التهاب العقد الدهليزية
التهاب العقد الدهليزية أو التهاب الغدة الدهليزي (بالإنجليزية: Vestibular adenitis)‏ هي حالةٌ تؤثر على المهبل، وهو التهاب مُزمن في الغدد الدهليزية، والتي تقع خارج حلقة البكارة. قد تؤدي هذه الحالة إلى فرحية تناسلية صغيرة مؤلمة جدًا في المُخاط الدهليزي.